# Paul Jennings Hill
Paul Jennings Hill (6 de febrero de 1954 - 3 de septiembre de 2003) era un ministro presbiteriano afiliado a la Iglesia de Dios en América y la Iglesia Presbiteriana Ortodoxa, pero posteriormente fue excomulgado.
Hill fue activista antiaborto y estuvo relacionado con la Army of God. Fue condenado a muerte por el asesinato de dos personas en una clínica abortista.

## Primeros años
Paul Hill nació en Miami, Florida el 6 de febrero de 1954, hijo de Oscar Jennings Hill, piloto de avión, y su esposa Louise. Se crio en Coral Gables. A la edad de 17 años, Hill fue acusado de agredir a su padre cuando sus padres intentaron conseguirle tratamiento para su problema con las drogas. Hill dijo que experimentó una conversión religiosa dos años después, en 1973, después de haber sido enviado a una escuela militar. Más tarde, Hill se matriculó en la Universidad de Belhaven, donde conoció a su futura esposa, Karen Demuth, con quien tuvo tres hijos.

## Crimen, juicio y ejecución

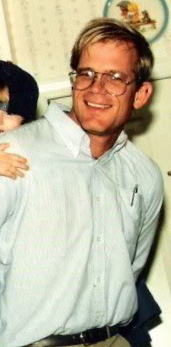
Hill en 1993.

El 29 de julio de 1994, en Pensacola, Florida, llegó a una clínica abortista y disparó contra el médico John Britton y su escolta James Barrett, dándoles muerte. Durante el incidente la esposa de Barrett también resultó gravemente herida. Hill fue arrestado el mismo día.
El 6 de diciembre de 1994, Hill fue sentenciado a la pena capital bajo las leyes de Florida. Él afirmó no sentir remordimiento por los asesinatos, ya que esperaba una recompensa en el cielo, y durante el juicio el juez no le permitió usar su defensa afirmativa. Hill fue ejecutado el 3 de septiembre de 2003 mediante una inyección letal y en sus últimas palabras animó a los antiabortistas a hacer todo lo posible para acabar con los practicantes de abortos, a quienes consideran asesinos.
Hill es considerado como un mártir por sus seguidores.